# Perejizne
Perejizne (ukr. Переїзне) – wieś na Ukrainie, w obwodzie donieckim, w rejonie bachmuckim, w hromadzie Zwaniwka. W 2001 liczyła 854 mieszkańców.